# 许可证兼容性
许可证兼容性是指软件许可证包含相互矛盾的必要条件，而无法将其源代码合并成新的软件包的问题。
例如，假设一个许可证规定“修改后的版本必须在所有广告中提及开发者”，而另一个许可证则规定“修改后的版本不能包含额外的署名要求”。如果将分别使用了上述两款许可证的两个软件合并成一个软件，传播整合后的软件是不合法的，因为许可证的两个要求无法同时满足。因此，我们会说这两个软件包的许可证互相不兼容。
即使是开放源代码促进会（OSI）或自由软件基金会（FSF）核准的许可证，相互间也并不全部兼容，因而不是所有OSI或FSF核准的许可证都可以混合使用。比如，将在Mozilla公共许可证1.1版（或更舊版本，如1.0版）下发布的代码与GNU通用公共许可协议下发布的代码混合成一个新软件后，不可能在不违反GPL或MPL 1.1许可证条款的情况下传播它，即使这两个许可证都经过OSI和FSF核准。

## GPL兼容性
许多最常用的自由软件许可证，如原创的MIT/X许可证，BSD许可证（当前2个条款的形式）和GNU宽通用公共许可证(LGPL)之间都是“GPL兼容”的。也就是说，它们的代码可以在GPL协议下组合而不相互冲突（GPL将适用于整个新的组合代码）。但是，某些自由/开放源码软件的许可证则不是GPL兼容的。
参见FSF核准许可证列表。